# Кладова (Арад)
Кладова (рум. Cladova) — село у повіті Арад в Румунії. Входить до складу комуни Пеуліш.
Село розташоване на відстані 395 км на північний захід від Бухареста, 26 км на схід від Арада, 53 км на північний схід від Тімішоари.

## Населення
За даними перепису населення 2002 року у селі проживали 362 особи.
Національний склад населення села:
| Національність | Кількість осіб | Відсоток |
| -------------- | -------------- | -------- |
| румуни         | 347            | 95,9%    |
| угорці         | 8              | 2,2%     |

Рідною мовою назвали:
| Мова       | Кількість осіб | Відсоток |
| ---------- | -------------- | -------- |
| румунська  | 345            | 95,3%    |
| угорська   | 8              | 2,2%     |
| українська | 5              | 1,4%     |